# Macskanő (szereplő)
Macskanő a DC Comics képregényeinek egyik szereplője, antihőse. A karaktert Bill Finger és Bob Kane alkotta meg, melyet részben Kane másod unokatestvérének a felesége, Ruth Steel inspirált.
Első megjelenése a Batman #1-ben volt 1940 tavaszában ostoros betörőként, mint a Macska (angolul The Cat).
A Macskanő hosszú ideig nagy népszerűségnek örvendett, de 1954 szeptembere és 1966 novembere között eltűnt, mert 1954-ben a Képregény Kódexben (angolul Comic Code) a női szereplők ábrázolását szigorúbban szabályozták az erőszakos jelenetekben.
A Macskanő a 11. a minden idők 100 legnagyobb képregényes ellenfeleit felvonultató weblapon.

## Jellemzése
Valódi nevén Selina Kyle egy macska ügyességével bíró, rendkívül jól képzett atléta, aki előszeretettel rabolja ki az ékszerüzleteket, ám mégsem tekinthető igazán gonosz karakternek. Inkább csak egy öntörvényű tolvaj, aki igyekszik nem ártani másoknak. Sőt, egyes esetekben kiáll a környezetvédelem és Gotham zöld övezetei mellett is. Jellemző, hogy imádja a macskákat.
Ennek ellenére sokszor megküzdött Batmannel, aki igyekezett őt jó útra téríteni. Kettejük kapcsolata így rendkívül összetett. Időnként ellenfelek, máskor viszont egymást szövetségesei. Ráadásul mind Batman és a Macskanő, mind ezzel párhuzamosan Bruce Wayne és Selina Kyle között is romantikus kapcsolat alakul ki.
Batman hamar rájön, hogy Selina és a Macskanő ugyanaz a személy. Selina azonban sosem ismeri fel a Denevérember álarca mögött Bruce Wayne-t. Egészen a Hush képregény történetig, ahol Batman felfedi előtte kilétét.
Lásd még egy angol nyelvű oldalon:

## Kinézete
A Macskanő testhezálló bőr vagy latex ruházatot visel, amelyhez még macskafülek is tartoznak.

## Fegyverzete
Harc közben a Macskanő előszeretettel használja öltözéke karmait, de emellett rendelkezik egy ostorral és egy csáklyával is.

## Képességei
Selina rendkívül jól képzett tolvaj és atléta, aki a karmai révén még a házak falán is képes felmászni. Valamint képes irányítani a macskákat.

## Filmekben
A karaktert a filmfeldolgozásokban legtöbbször Batmannel hozzák kapcsolatba, vele együtt jelenítik meg. Az 1966 és 1968 között futott tévésorozatban Julie Newmar alakította a szerepet, a karakter számos híres jellegzetessége tőle származik. A sorozat alapján készült 1966-os mozifilmben Lee Merriwether játszotta Macskanőt, egy alkalommal pedig Eartha Kitt ugrott be a szerepre a sorozatban. Macskanő szerepelt az 1992-es Batman rajzfilmsorozatban (Batman Animated series). Majd az ugyancsak '92-es Batman visszatér című mozifilmben is Michelle Pfeiffer alakításában. A 2004-es A Macskanő című mozifilmben viszont már szuperhősként szerepel Halle Berry alakításában (Batman nélkül). Vagyis a szereplő profilját teljesen átalakították, ennek ellenére a film mégsem lett nagy siker. Valamint láthattuk a 2012-es A sötét lovag – Felemelkedés című filmben is, ahol Anne Hathaway játszotta a szerepét.
Lásd még: Batman tv-s szerepléseinek története

## Fordítás
- Ez a szócikk részben vagy egészben  a   Catwoman című angol Wikipédia-szócikk fordításán alapul.  Az eredeti cikk szerkesztőit annak laptörténete sorolja fel. Ez a jelzés csupán a megfogalmazás eredetét és a szerzői jogokat jelzi, nem szolgál a cikkben szereplő információk forrásmegjelöléseként.